# José Gamarra
José Gamarra (Tecuarembó, 1934. ) je urugvajski slikar

## Radovi
Njegove su slike obično pejzaži, s tropskim motivima. Velike šume, lijane, uznemirene vode, žive anakonde i kajmani često su postavljeni u povijesnim ili nepristranim prizorima. 
Njegova omiljena tema je oslobađanje kolonijalizma, s karavelima prisutnim u inače skladnom prizoru koji naglašava njihovu nepoželjnu prisutnost. 